# Cassine
Cassine (piemontesisch Cassèini) ist eine Kleinstadt in der italienischen Provinz Alessandria, Region Piemont.

## Lage und Einwohner
Die Gemeinde Cassine liegt 20 km südwestlich von der Provinzhauptstadt Alessandria auf 190 m über dem Meeresspiegel und umfasst eine Fläche von 33,53 km². Sie liegt an der Bormida. Zur Gemeinde zählen die drei Fraktionen Caranzano, Gavonata und Sant’Andrea mit zusammen 2788 (Stand 31. Dezember 2023) Einwohnern.
Die Nachbargemeinden sind Alice Bel Colle, Castelnuovo Bormida, Gamalero, Maranzana, Mombaruzzo, Ricaldone, Rivalta Bormida, Sezzadio und Strevi.

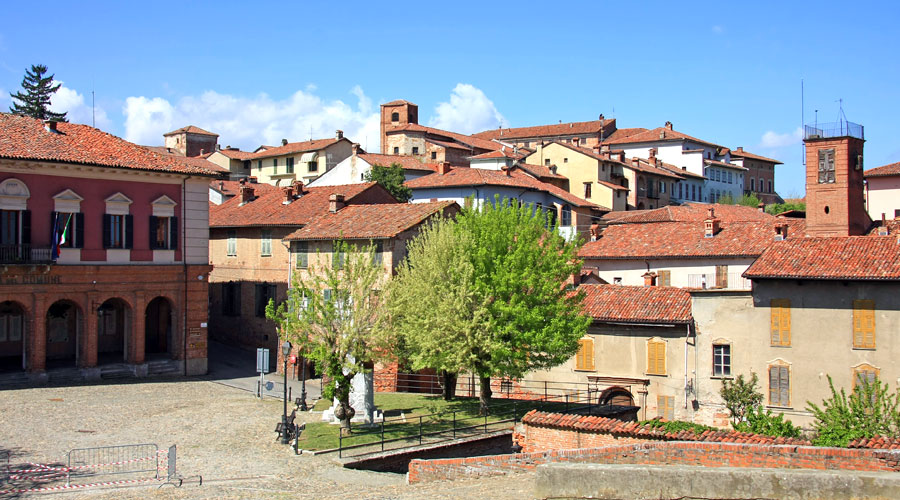
Ansicht von Cassine

### Bevölkerungsentwicklung

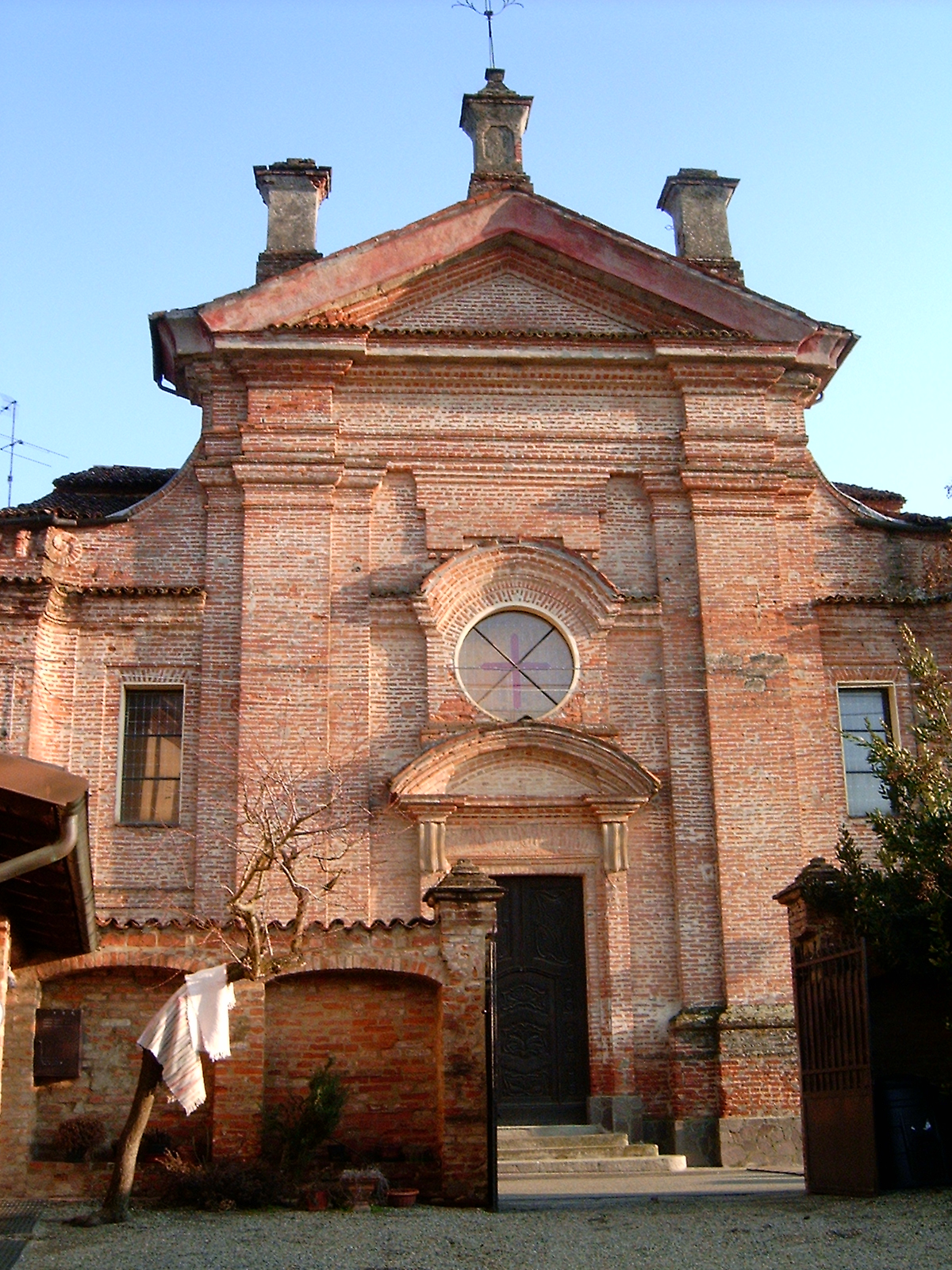
Kirche San Lorenzo

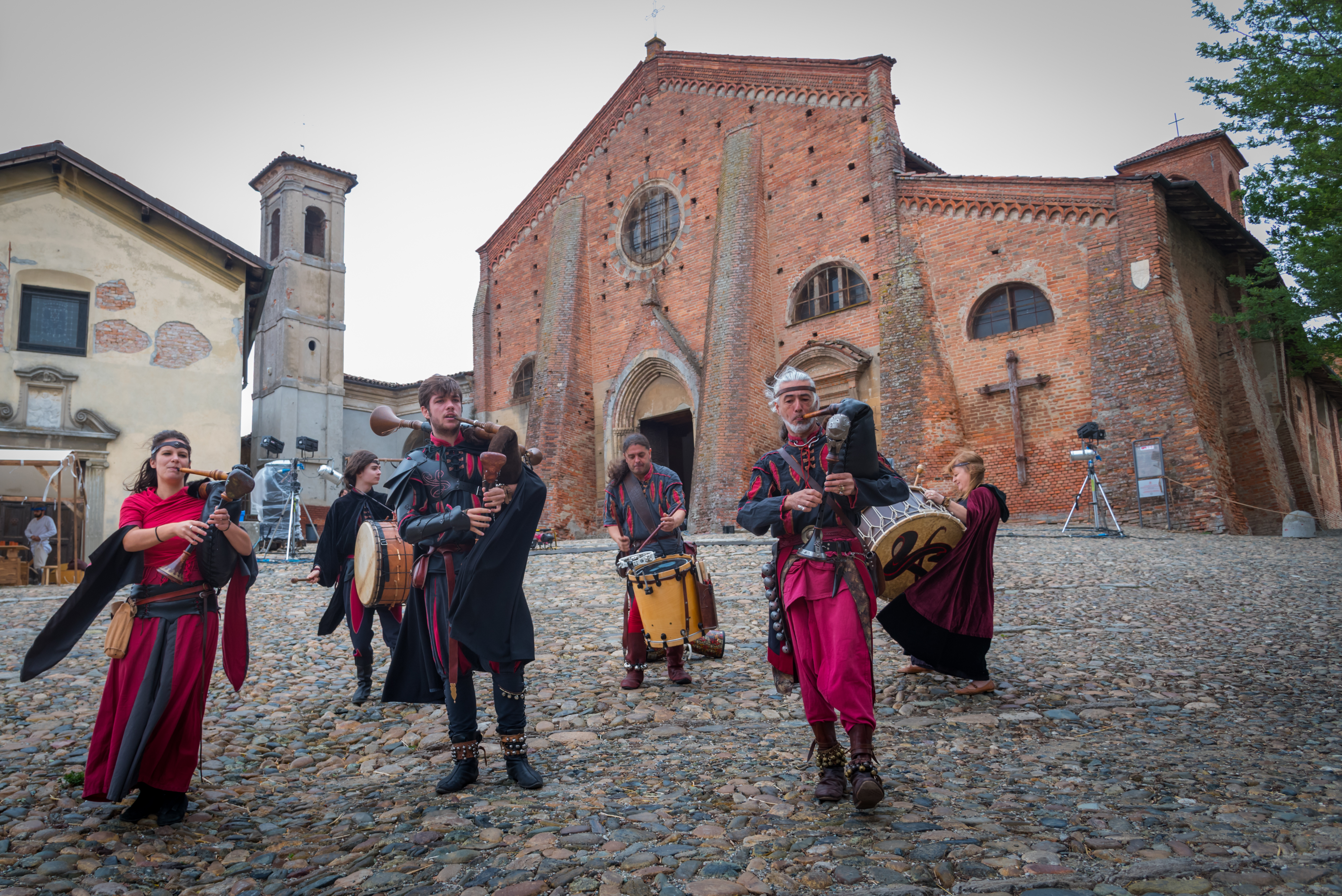
Mittelalter Fest, im Hintergrund die Kirche San Francesco

## Geschichte
Sein Name setzt den Plural der Formen CASSINAE, bezeugt seit 991, und CAXINA fort, was „landwirtschaftliches Unternehmen bestehend aus Weinbergen und Feldern“ bedeutet. Der Begriff wird immer noch im Dialekt verwendet.
Seine Ursprünge reichen bis ins Mittelalter zurück. Die erste Erwähnung stammt tatsächlich aus dem Jahr 985, einer Zeit, in der es zunächst dem Komitee und dann dem Episkopat von Episkopats Acqui gehörte, dem es Mitte des 11. Jahrhunderts von Heinrich II. und Heinrich III. bestätigt wurde. Im Jahr 1164 kam es nach einer Schenkung Friedrichs I. in den Herrschaftsbereich Wilhelms von Monferrato. Doch schon bald wurde es Teil der Expansionsbestrebungen der Gemeinde Alessandria, die einen Kampf gegen ihren Herrn führte, der bis zum Frieden 1199 andauerte.
Im Jahr 1221 kämpfte es erneut gegen Alessandria, diesmal jedoch auch mit Unterstützung von Genua. Im Jahr 1237 entbrannte der Konflikt erneut, weil die Alexandriner Anspruch auf einen Tribut als Bezahlung erhoben. Im 15. Jahrhundert erlebte es die Besetzung durch Facino Cane, die Befestigungsarbeiten und die Belagerung von Guglielmo del Monferrato. 1556 erfolgte die Besetzung durch die Milizen Karls V. und 1642 durch die französische Armee.
Im Jahr 1707 wurde es, wie viele andere Städte in der Gegend, den Herrschaftsgebieten der Savoyer angegliedert.
Cassine hat seit 1857 einen Bahnhof an der Bahnstrecke Alessandria-San Giuseppe di Cairo. Der gemeinsame Bahnhof der Fraktionen Caranzano und Sant’Andrea wurde 2003 stillgelegt.

## Sehenswürdigkeiten
- Die Kirche San Francesco aus dem 12. Jahrhundert im romanisch-gotischen Stil.
- Das ehemalige Kloster voller Fresken.
- Die Kirche San Giacomo im Barockstil.
- Das Casaforte der Grafen Zoppi aus dem 15. Jahrhundert, in dem verschiedene Fresken zu sehen, darunter eines von Antonio Pisanello.
- Die Pfarrkirche Santa Caterina.
- Die Kirche San Lorenzo.
- Das Rathausgebäude aus dem 18. Jahrhundert.

## Kultur
Im September findet seit 1991 in der Stadt das bekanntes mittelalterliches Kostümfest (Festa medioevale) statt.

## Weinbau
In Cassine werden Reben für den Dolcetto d’Acqui, einen Rotwein mit DOC Status angebaut. Die Beeren der Rebsorten Spätburgunder und/oder Chardonnay dürfen zum Schaumwein Alta Langa verarbeitet werden. Die Muskateller-Rebe für den Asti Spumante, einen süßen DOCG-Schaumwein mit geringem Alkoholgehalt sowie für den Stillwein Moscato d’Asti wird hier ebenfalls angebaut. Aus der Rebsorte Brachetto wird der liebliche Schaumwein Brachetto d’Acqui hergestellt. In Cassine werden auch Reben der Sorte Barbera für den Barbera d’Asti, einen Rotwein mit DOCG Status angebaut.

## Berühmte Söhne und Töchter der Stadt
- Luigi Tenco (1938–1967), Liedermacher
- Pietro Rava (1916–2006), Fußballspieler, Weltmeister und Olympiasieger